# João Batista da Silva (Leichtathlet)
João Batista da Silva (João Batista Eugênio da Silva; * 22. August 1963 in João Pessoa) ist ein ehemaliger brasilianischer Sprinter.
1983 wurde er bei den Leichtathletik-Weltmeisterschaften in Helsinki Achter über 200 m. Bei den Panamerikanischen Spielen in Caracas wurde er über dieselbe Distanz Fünfter und gewann Bronze mit der 4-mal-100-Meter-Staffel.
Im Jahr darauf wurde er über 200 m Vierter bei den Olympischen Spielen 1984 in Los Angeles. In der olympischen 4-mal-400-Meter-Staffel erreichte er mit der brasilianischen Mannschaft das Halbfinale.
Bei den Leichtathletik-Hallenweltspielen 1985 in Paris holte er Bronze über 200 m.

## Persönliche Bestzeiten
- 100 m: 10,40 s, 17. Juni 1983, Mexiko-Stadt
- 200 m: 20,30 s, 8. August 1984, Los Angeles
- 400 m: 45,95 s, 13. Juli 1986, São Paulo